# MetLife

Logo da Metlife

MetLife, Inc. é a empresa subsidiária da empresa americana Metropolitan Life Insurance Company.  A empresa está localizada na cidade de Nova York e possui escritórios no famoso edifício MetLife Building. Durante a maior parte de sua vida, a empresa foi uma organização mútua, mas foi tornada pública em 2000. 
A MetLife é a maior seguradora de vida dos Estados Unidos, com mais de US $ 3,3 bilhões em excelente seguro de vida. Líder em produtos de poupança, aposentadoria, serviços para indivíduos, pequenas empresas e grandes instituições, a MetLife atende a 90 das maiores empresas da Fortune 100.

## História
A origem do Metropolitan Life Insurance Company (MetLife) remonta a 1863, quando um grupo de empresários da cidade de Nova Iorque levantou US $ 100.000 dólares para fundar a National Union Life and Limb Insurance Company.
A MetLife é a maior seguradora de vida dos Estados Unidos, com mais de US $ 3,3 bilhões em excelente seguro de vida. Líder em economia, economia de aposentadoria e serviços pessoais, pequenas 
empresas e grandes instituições. A MetLife atende a 90 das maiores empresas da Fortune 100. Possui um mercado global com presença em 60 países. 

## Serviços nos Estados Unidos.
- seguro residencial
- anuidades
- seguro de vida
- Seguro de Vida em Grupo
- seguro de invalidez
- Seguro de invalidez em grupo
- fundos mútuos e outros investimentos
- seguro de assistência a longo prazo
- plano de saúde
- planejamento de financiamento de taxas
- plano de aposentadoria
- Gestão de Patrimônios
- serviços bancários e financeiros